# Estación de Bodio
La estación de Bodio es una estación ferroviaria de la comuna suiza de Bodio, en el Cantón del Tesino.

## Historia y situación
La estación de Bodio  fue inaugurada en el año 1882 con la puesta en servicio al completo de la línea Immensee - Chiasso, más conocida como la línea del Gotardo.
Se encuentra ubicada en el noroeste del núcleo urbano de Bodio. Cuenta con un único andén lateral al que accede una vía pasante. A ella hay que sumar otras tres vías pasantes además de varias vías muertas, y un par de ramales que parten del norte de la estación hacia unas zonas industriales.
En términos ferroviarios, la estación se sitúa en la línea Immensee - Chiasso. Sus dependencias ferroviarias colaterales son la estación de Lavorgo hacia Immensee y la estación de Biasca en dirección Chiasso.

## Servicios Ferroviarios
Los servicios ferroviarios de esta estación están prestados por SBB-CFF-FFS y por TiLo:

### TiLo
TiLo opera servicios ferroviarios de cercanías, llegando a la estación algunos trenes aislados de la línea S10 procedente de Airolo que tiene como el otro extremo a Chiasso, aunque la mayoría de servicios realizan el trayecto Biasca - Albate-Camerlata. Estos servicios parten de Airolo hacia Chiasso por la mañana y regresan por la noche.
- S 10 (Airolo - Faido -) Biasca - Castione-Arbedo - Bellinzona - Lugano - Mendrisio - Chiasso - Como San Giovanni - Albate-Camerlata